# DR (motorfiets)
DR is een historisch merk van motorfietsen.
DR stond voor: Dixon Racing.
Dit was een Engels bedrijf (van Richard Dixon), oorspronkelijk opgezet als raceschool (Dixon-Robb Racing School). Voor deze school werden Honda CB 250 machines licht opgevoerd en omgebouwd tot racer. In 1971 werden deze machines op de markt gebracht voor de zogenaamde “Clubman Races”. Men voerde 250-, 350- en 500cc-Honda-motoren op met tuningkits van Yoshimura. DR beperkte zich in latere jaren voornamelijk tot het opvoeren van 250cc-Honda’s.